# 鬼手鬼手 請開口
《鬼手鬼手 請開口》（英語：Talk to Me）是一部2022年澳大利亞超自然恐怖電影，由丹尼·菲利普和邁克爾·菲利普執導，丹尼·菲利普和比尔·欣茨曼編劇，根據戴利·皮爾遜的概念改編。該片由蘇菲·魏爾德、亞歷山德拉·贊臣、喬·伯德、奧蒂斯·丹吉、米兰达·奥图、柔伊·泰拉克斯、克里斯·阿洛西奧、馬庫斯·約翰遜和亞歷山德里亞·斯特芬森主演，講述了一群青少年發現用一隻神秘的防腐手能夠與鬼魂沟通，但事情卻變得一发不可收拾的故事。
《鬼手鬼手 請開口》於2022年10月30日在阿德莱德电影节首映，2023年7月27日在澳大利亞發行。這部電影獲得了評論家的積極評價，讚揚了電影的故事、恐怖場景、现场特效、聲音設計和表演，其中蘇菲·魏爾德和喬·伯德受到了特別的讚揚。該片取得了巨大的票房成功，全球票房收入為6700萬美元，預算為450萬美元。續集目前正在制作中。

## 剧情
在一場热闹的家庭聚會上，科爾正在尋找他的兄弟達克特。當科爾找到達克特，想要帶他回家時，達克特刺伤了科爾，然後又刺向了自己的臉自殺。
與此同時，17歲的米婭正面臨母親雷亚服藥過量去世兩週年忌日，她與父親馬克斯的關係日渐疏遠。晚上開車時，她遇到了一隻受了重傷的袋鼠，但她无法让袋鼠脱离苦海。米婭、她最好的朋友傑德和傑德的弟弟賴利偷偷溜出去參加海利和喬斯舉辦的聚會，聚會上最引人注目的是一隻来历神秘的、經過防腐處理的斷手。握住手並說“請開口”可以讓人與鬼魂交流，再說“我讓你進來”就可以让鬼魂附身。然而，必須在九十秒之内切斷聯繫，以防止鬼魂與人結合。米婭自告奋勇第一个尝试，她被鬼魂所附身，對赖利表現出威脅性的關注。喬斯和海利設法斷開連接，但已略微超出時間限制。
米婭對這隻手帶給她的感覺欣喜若狂，第二天晚上，海利、喬斯和傑德的男朋友丹尼爾都聚集在傑德的家裡。傑德拒絕讓赖利參與，而其他人卻都沉迷其中，享受著被附身的快感。當傑德離開房間時，米婭终于屈服，同意让赖利体验一下。赖利似乎被雷亚的鬼魂附身，想要與米婭和解。米婭不让大家結束附身，繼續與雷亞交談，完全無視時間限制。赖利的身體最终被鬼魂佔據，使他多次用臉撞桌子來自殺，他被送往醫院，情況危急。
米婭現在被雷亚的幻象所困擾，傑德和母親休拒絕同她见面，兩人都將赖利的受傷歸咎於她。米婭偷拿了那隻經過防腐處理的手，多次用它來聯繫雷亚，雷亚堅稱自己的死亡是意外，她需要幫助赖利，赖利仍然被附身，每次恢復意識時都會試圖自殺。
海利和喬斯告訴米婭、傑德和丹尼爾他們從哪裡得到的这只手，还解釋說鬼魂可以模仿人類。他們找到了科爾，科爾說鬼魂對赖利的控制最終會自行減弱。米婭擔心赖利可能沒有時間，便尝试在醫院用手與他聯繫，但看到的卻是赖利在地獄中遭受酷刑的景象。在家中，馬克斯向米婭讀了雷亚的遺書，並為向她隱瞞真相而道歉。不久之後，雷亚的鬼魂告訴米婭，馬克斯在撒謊。米婭产生幻覺，感到自己正遭受馬克斯的猛烈攻擊。真正的馬克斯聽到騷動后破門而入，米婭無意中用剪刀刺傷了他的脖子。
雷亚告訴米婭，赖利唯有死才能擺脫附身。米婭又产生幻覺，看到了之前那只受傷的袋鼠。米婭從醫院綁架了赖利，想讓他擺脫痛苦。傑德看到她用轮椅推着赖利走向高速公路邊緣。雷亚試圖說服米婭將赖利推入迎面而來的車流中，但當她說“我們將永遠擁有他”時，米婭意識到“雷亚”就是最初附身她的恶鬼，一直在操纵着她。傑德冲向他們去救弟弟，这时米婭從輪椅旁走開。交通陷入癱瘓，原来米婭受了重傷倒在路上。
米婭突然發現自己在醫院裡。她看到完全康復的赖利和家人一起醒來，而她的父親則乘電梯離開。沒有人回應她，並且她發現自己的手已经不成形了，她这才意識到她已經死了，自己變成了一個鬼魂。被黑暗吞沒後，米婭走向遠處的一隻人手和蠟燭，發現自己被召喚到另一個聚會上，其中一位參加聚會的人說“我讓你進來”。

## 演员
- 蘇菲·魏爾德（英语：Sophie Wilde） 饰 米娅
- 亞歷山德拉·贊臣 饰 杰德
- 喬·伯德 饰 赖利
- 奧蒂斯·丹吉 饰 丹尼尔
- 米兰达·奥图 饰 休
- 柔伊·泰拉克斯（英语：Zoe Terakes） 饰 海利
- 克里斯·阿洛西奧 饰 乔斯
- 亞歷山德里亞·斯特芬森 饰 雷亚
- 馬庫斯·約翰遜 饰 马克斯
- 阿里·麦卡锡 饰 科尔
- 桑妮·約翰遜 饰 达克特